# Scymnus pulvinatus
Scymnus pulvinatus är en skalbaggsart som beskrevs av Wingo 1952. Scymnus pulvinatus ingår i släktet Scymnus och familjen nyckelpigor. Inga underarter finns listade i Catalogue of Life.